# 梅勒维尔
梅勒维尔（法語：Melleville，法語發音：[mɛlvil]）是法国滨海塞纳省的一个市镇，属于迪耶普区。

## 地理
梅勒维尔（49°57'28"N, 1°28'20"E）面积9.09 平方千米，位于法国诺曼底大区滨海塞纳省，该省份为法国北部沿海省份，其西部及北部濒大西洋英吉利海峡，东起顺时针与索姆省、瓦兹省、厄尔省和卡爾瓦多斯省接壤。
与梅勒维尔接壤的市镇（或旧市镇、城区）包括：格朗库尔、盖维尔。

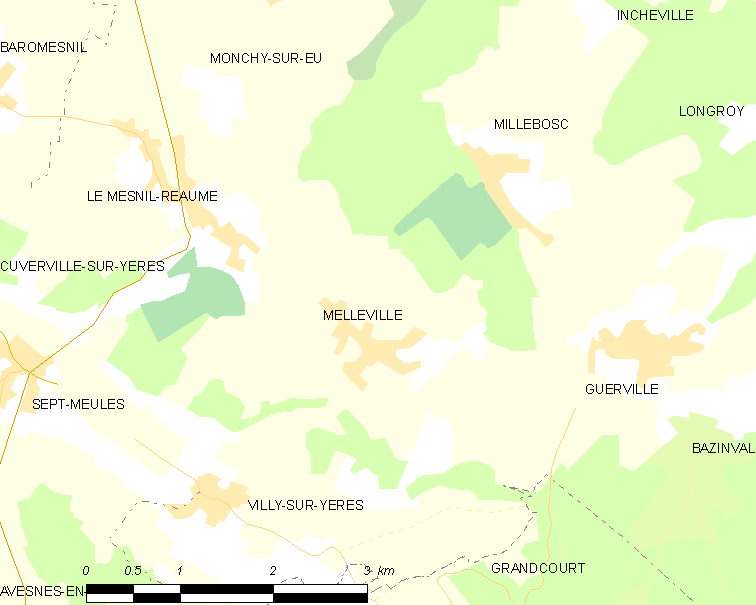
梅勒维尔的OSM定位图

梅勒维尔的时区为UTC+01:00、UTC+02:00（夏令时）。

## 行政
梅勒维尔的邮政编码为76260，INSEE市镇编码为76422。

## 政治
梅勒维尔所属的省级选区为厄镇县。

## 人口

1962-2008年间梅勒维尔人口变化图示

梅勒维尔于2022年1月1日时的人口数量为261人。